# 翟伟民
翟偉民（1968年—），中国河南省新安县人，是1989年六四事件被警方通缉的21名學生領袖之一，时为北京经济学院学生。翟伟民在八九学运期间，曾任北京经济学院驻高自联常委。6月8日，北京市政府解散高自联。6月13日，北京市公安局将他列为21名高自联骨干之一，受到通缉。后因筹建地下组织、筹办六四事件纪念活动而轉罪被捕，被控以反革命宣传煽动罪判刑三年半，出狱后继续推进民主，又多次遭拘押。但翟伟民表示不会选择出国，只會留在中国從事與維權無關之專業工作，而他六四前後完全不會受到任何媒介採訪。
翟偉民現在河南洛阳一家私人企业工作，現為私人企業行政人員。

## 外部參考
- 21名天安门学运领袖
- 翟伟民的六四见证──六四播客 （页面存档备份，存于）
- 翟伟民──曾用名翟为民 （页面存档备份，存于）
- 翟伟民的博客 （页面存档备份，存于）